# Larreoideae
Larreoideae, potporodica dvoliskovica (dio reda Zygophyllales), koja dobiva ime po rodu Larrea iz Sjeverne i Južne Amerike. 
Sastoji se od  8 rodova.

## Rodovi
1. Porlieria Ruiz & Pav. (5 spp.), iz Sjeverne i Južne Amerike.
2. Guaiacum L. (5 spp.), iz Sjeverne, Srednje i Južne Amerike i Antila
3. Plectrocarpa Gillies ex Hook. & Arn. (2 spp.),
4. Gonopterodendron (Griseb.) Godoy-Bürki (4 spp.)
5. Metharme Phil. ex Engl.  (1 sp.), čileanski endem
6. Bulnesia Gay (5 spp.),  iz Južne Amerike
7. Pintoa Gay (1 sp.), čileanski endem
8. Larrea Cav. (5 spp.)

|  | Zajednički poslužitelj ima još gradiva o temi Larreoideae |
|  | Wikivrste imaju podatke o taksonu Larreoideae             |